# 午夜 (電影)
（韓語：英語：）是一部於2021年上映的韩国心理驚悚片，由秦基周、魏化儁、朴勳、吉海妍和金惠奫主演。该片原定于2020年上映，但由于2019冠状病毒病疫情而推迟上映。最终影片于2021年6月30日在影院和流媒体TVING同步上映；2021年9月18日上線爱奇艺。

## 劇情
京美（秦基周 飾）是一名聋哑妇女，她在手语呼叫中心担任手语辅导员。一天晚上，她目睹素贞（金惠奫 飾）被刺伤，她自己也成為连环杀手道植（魏化儁 飾）的追殺目標。

## 演员阵容
- 秦基周 饰演 京美
- 魏化儁 饰演 道植
- 朴勳 饰演 钟卓
- 吉海妍 饰演 京美的母亲
- 金惠奫 饰演 苏贞
- 郑元昌 饰演 警察3
- 张德柱 饰演 警察4
- 李相熹 饰演 醉客
- 林星美 饰演 工业园区的女子
- 申美英 饰演 女社长
- 宋柔炫 饰演 高科长
- 罗允圣 饰演 男代理
- 安尚恩 饰演 咨询职员1
- 罗恩泉 饰演 情侣女子
- 李世熙 饰演 女友
- 朴智勋 饰演 警察2
- 姜尚元 饰演 警察6
- 文昇攸 饰演 电话中心影片女子
- 金仁宇 饰演 部长（特别出演）
- 金釉利 饰演 新闻主播（特别出演）
- 金廣植 饰演 中年男子（特别出演）
- 李宥俊 饰演 签名男子（特别出演）
- 太元硕 饰演 军人2（特别出演）

## 制作
秦基周与魏化儁于2019年8月确认参演该片；主体拍摄于同年9月8日正式开始。

## 发行
该片于2021年受邀参加第25届加拿大奇幻电影节、第20届纽约亚洲电影节、第13届英国曼彻斯特Grimmfest电影节和新西兰国际电影节。

## 奖项荣誉
| 年份   | 颁奖礼                            | 奖项                | 入围者   | 结果 | 参考   |
| ------ | --------------------------------- | ------------------- | -------- | ---- | ------ |
| 2021年 | 第25届加拿大奇幻电影节            | 观众奖 最佳亚洲影片 | 《午夜》 | 银奖 | [ 11 ] |
| 2021年 | 第13届英国曼彻斯特Grimmfest电影节 | 最佳影片            | 《午夜》 | 獲獎 | [ 12 ] |
| 2022年 | 第40届布魯塞爾國際奇幻影展        | 新兴乌鸦竞赛单元    | 《午夜》 | 提名 | [ 13 ] |